# Le Nigog

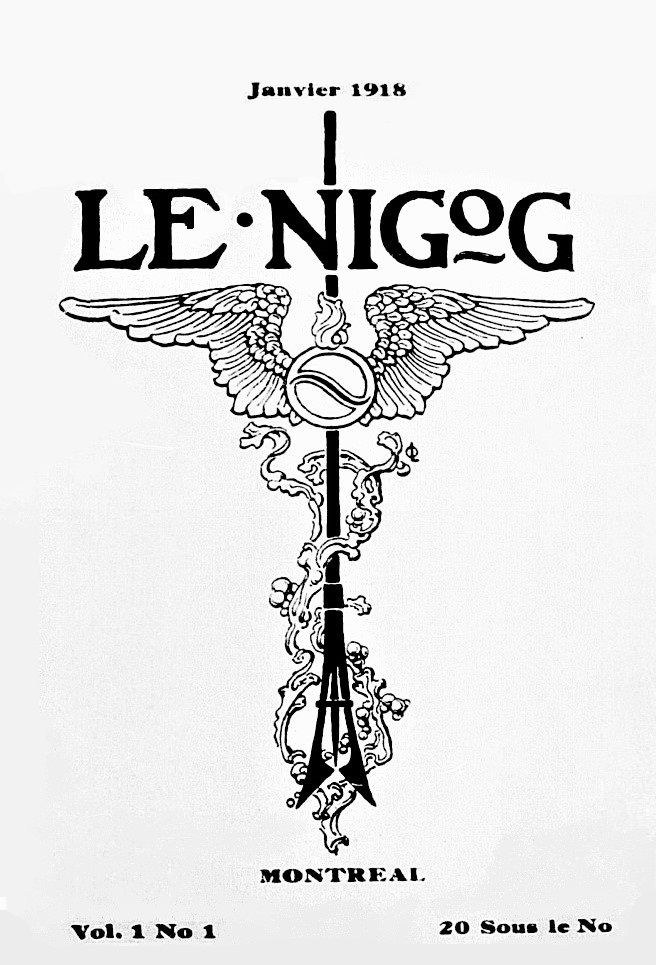
Couverture du premier numéro

Le Nigog est une revue littéraire canadienne fondée en janvier 1918 à Montréal, au Québec.

## Historique
Le Nigog est fondé en 1918 par l'architecte Fernand Préfontaine, l'écrivain Robert de Roquebrune et le pianiste, compositeur et critique musical Léo-Pol Morin.  C'est chez Préfontaine, qui tient salon à Westmount, que jaillit l'idée. Un nigog est un mot autochtone désignant un outil pour harponner le saumon. Le but avoué de la revue, fortement influencée par les tendances culturelles provenant de Paris, est d'éveiller la curiosité des Canadiens français pour la littérature et l'art contemporains. La figure mythique d'Émile Nelligan symbolise la valeur fondamentale de la revue: l'autonomie de l'Art.  Or l'art se soucie peu du contexte social ou politique.
En 1918, une querelle oppose deux conceptions de l'art canadien. La revue Le Nigog défend que l'art canadien est celui réalisé par des Canadiens, mais qu'il n'a pas besoin de parler du Canada tandis que pour la revue Le Terroir l'art canadien est celui qui parle du Canada.
Outre les fondateurs, le bloc de rédaction énumère près de quarante collaborateurs, dont René Chopin, Guy Delahaye, Jean Loranger et Victor Barbeau. Rapidement, la revue s'attire des ennemis en raison de son idéologie qui proclame la primauté de la forme sur le sujet. Sa parution apparaît en fait comme le point culminant de la bataille entre les régionalistes et les exotiques.  La réaction est forte : L'Action française, qui  défend le régionalisme dénonce l'exotisme en littérature.  La revue ferme ses portes après la Première Guerre mondiale, alors que ses principaux animateurs, Morin, Roquebrune, Préfontaine, Dugas, Panneton et Barbeau quittent le Québec pour la France. Après la disparition du Nigog, le débat se poursuit dans les pages de La Presse, où Victor Barbeau publie une série d'articles incendiaires.

## Liste des principaux artisans du Nigog

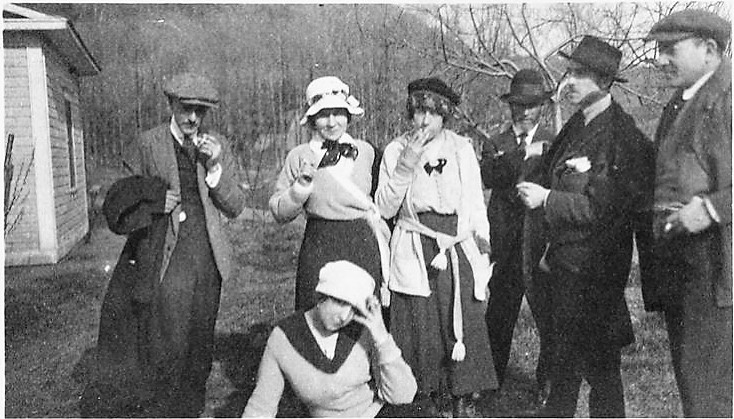
Quelques-uns des collaborateurs à Saint-Hilaire, le 4 mai 1918

Près de 30 collaborateurs sont impliqués dans la revue.
- Fernand Préfontaine, architecte
- Robert de Roquebrune, écrivain
- Léo-Pol Morin, pianiste, compositeur et critique musical
- Ozias Leduc, peintre
- René Chopin, écrivain
- Marcel Dugas, écrivain
- Jean-Aubert Loranger, écrivain
- Victor Barbeau, écrivain
- Adrien Hébert, peintre
- Alfred Laliberté, sculpteur
- Paul Morin, écrivain
- Jean-Charles Drouin, écrivain